# Deetz (Groß Kreutz (Havel))
Deetz ist ein Ortsteil der Gemeinde Groß Kreutz (Havel) im Landkreis Potsdam-Mittelmark in Brandenburg mit knapp 900 Einwohnern.

## Geschichte
Urkundlich erwähnt wurde der jetzige Ortsteil erstmals 1190 als Detiz, das damals zum Kloster Lehnin gehörte. In Deetz steht eine Feldsteinkirche, die 1901/02 entstand; im Westturm und im westlichen Teil des Schiffes wurden Reste eines mittelalterlichen Vorgängerbaus weiter verwendet. In der näheren Umgebung befinden sich 35 zwischen 0,1 und 3 Hektar große sogenannte „Erdelöcher“, aus denen bis 1959 Ton für die Ziegeleien abgebaut wurde. Inzwischen sind sie mit Wasser vollgelaufen und dienen als Angel- und Badegewässer.

## Heimatmuseum
Das Heimatmuseum präsentiert sich in den historischen Räumen im Gemeindehaus in der Alten Dorfstraße 1. Gezeigt werden Geräte aus dem Haushalt und der Landwirtschaft. Schwerpunkte der Ausstellung sind die Vereine des Dorfes, eine Schusterwerkstatt, Überbleibsel der einstmals sieben Ziegeleien in Deetz sowie die Fotosammlung. 14-täglich finden im Heimatmuseum „Erzählabende“ des 1998 gegründeten Heimatvereins Deetz statt.

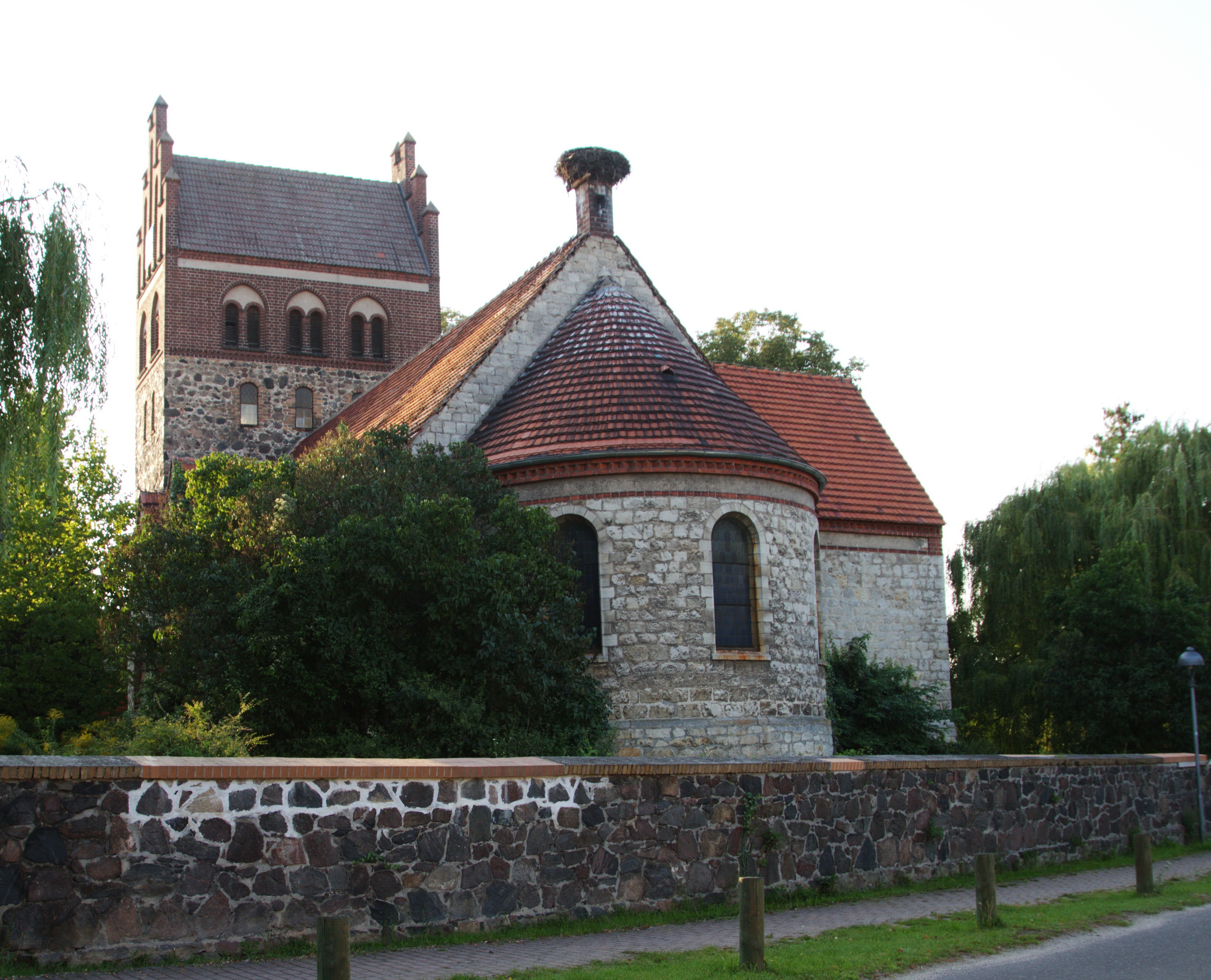
Dorfkirche Deetz
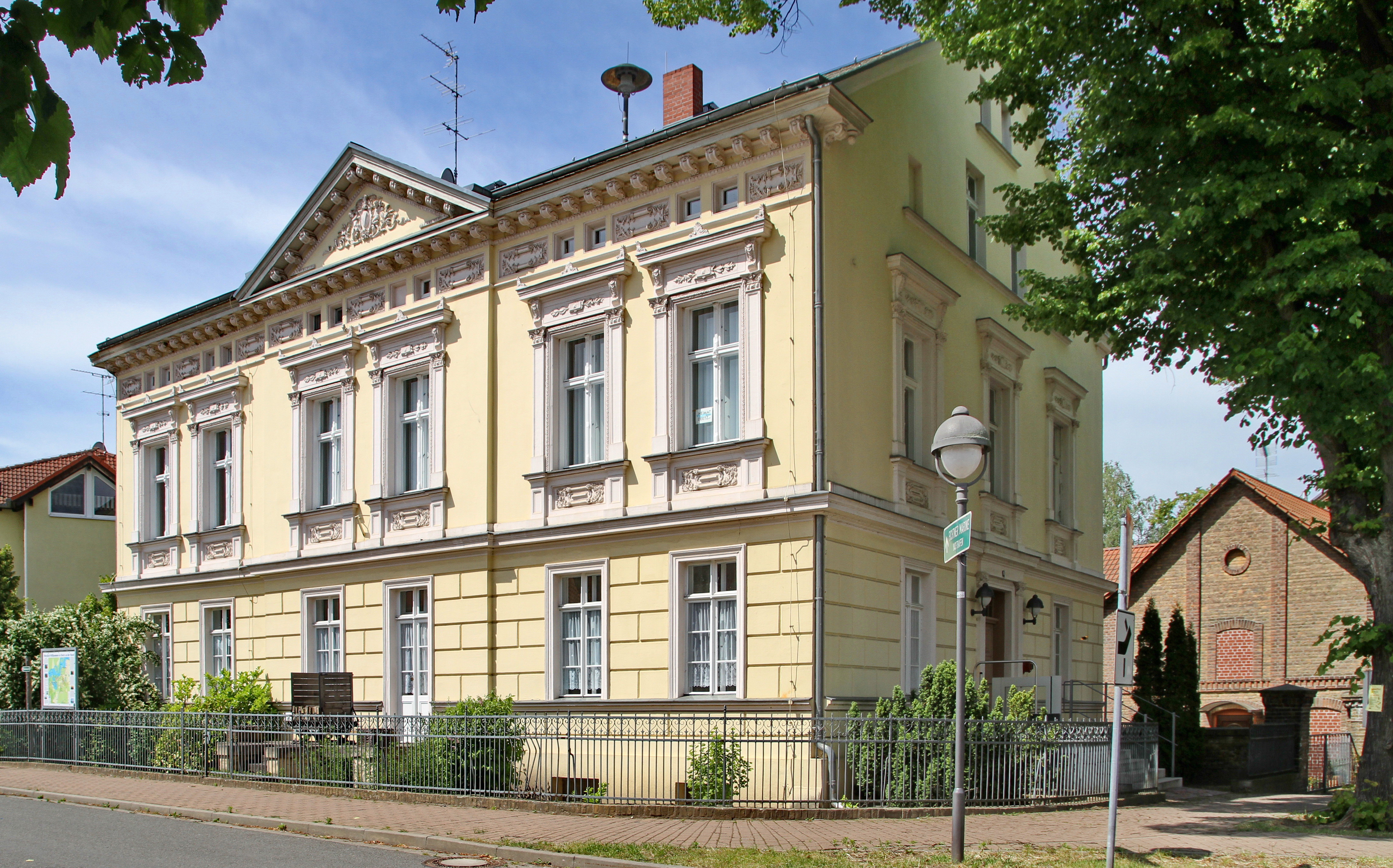
Alte Dorfstraße 1, Gemeindehaus und Heimatmuseum
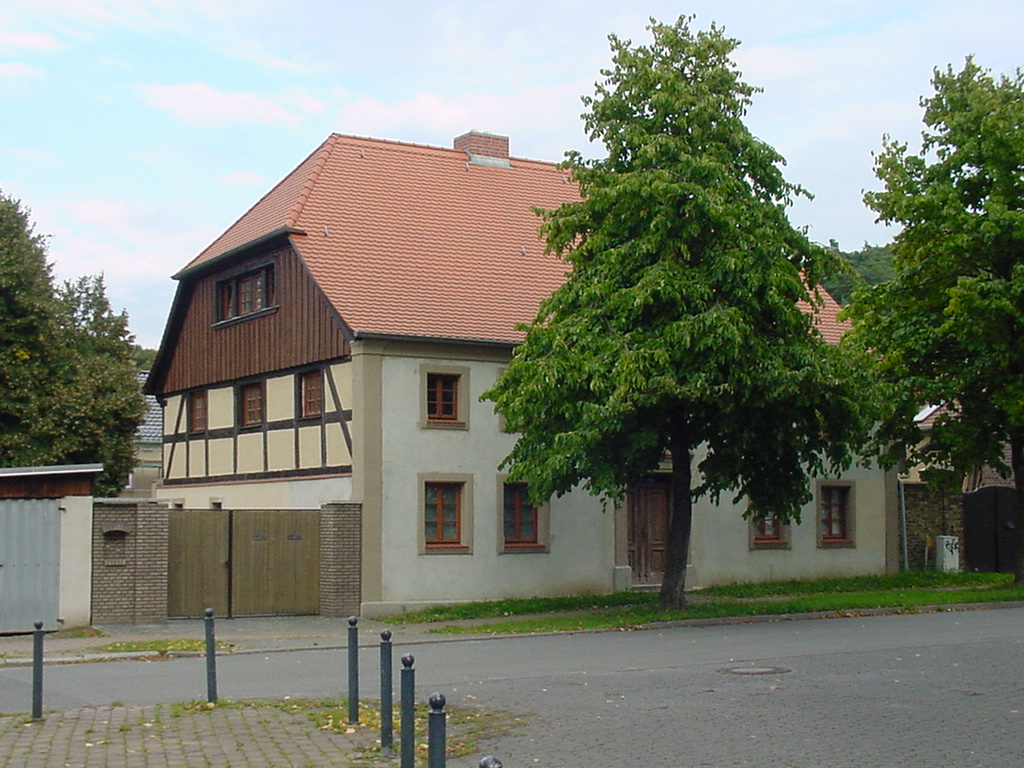
Alte Dorfstraße 2, denkmalgeschütztes Wohnhaus eines Dorfbaumeisters aus der Biedermeierzeit im preußischen Landhausstil nach David Gilly
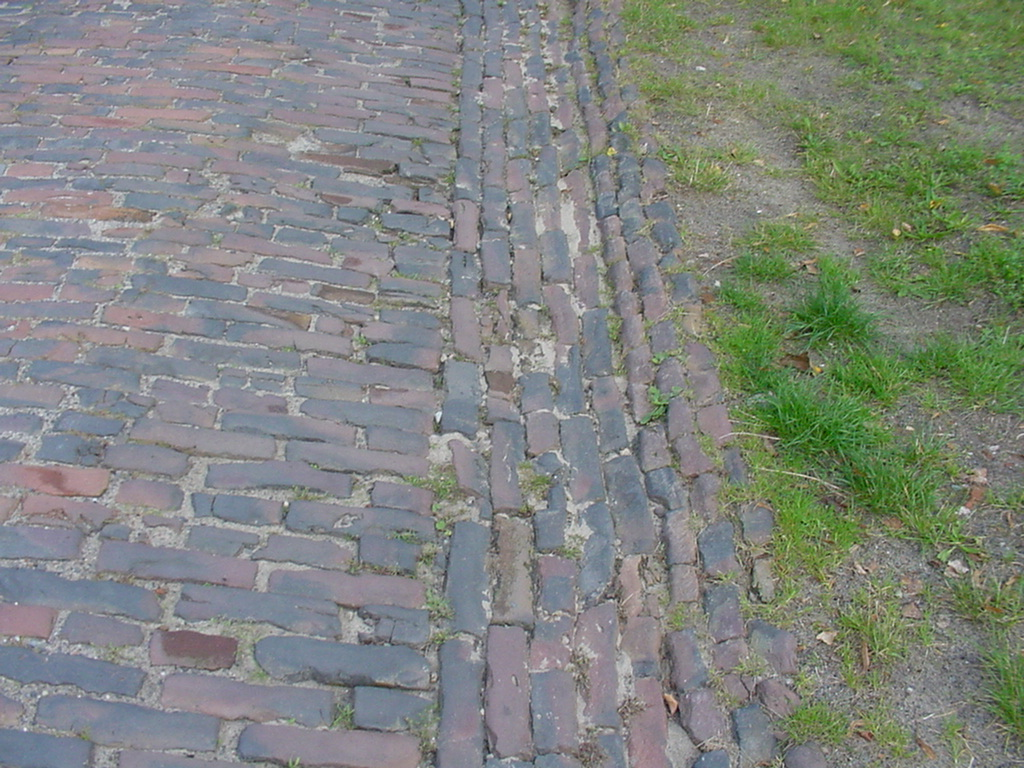
Historisches Ziegelpflaster in der Großen Bergstraße, hergestellt in einer der Ziegeleien des Ortes
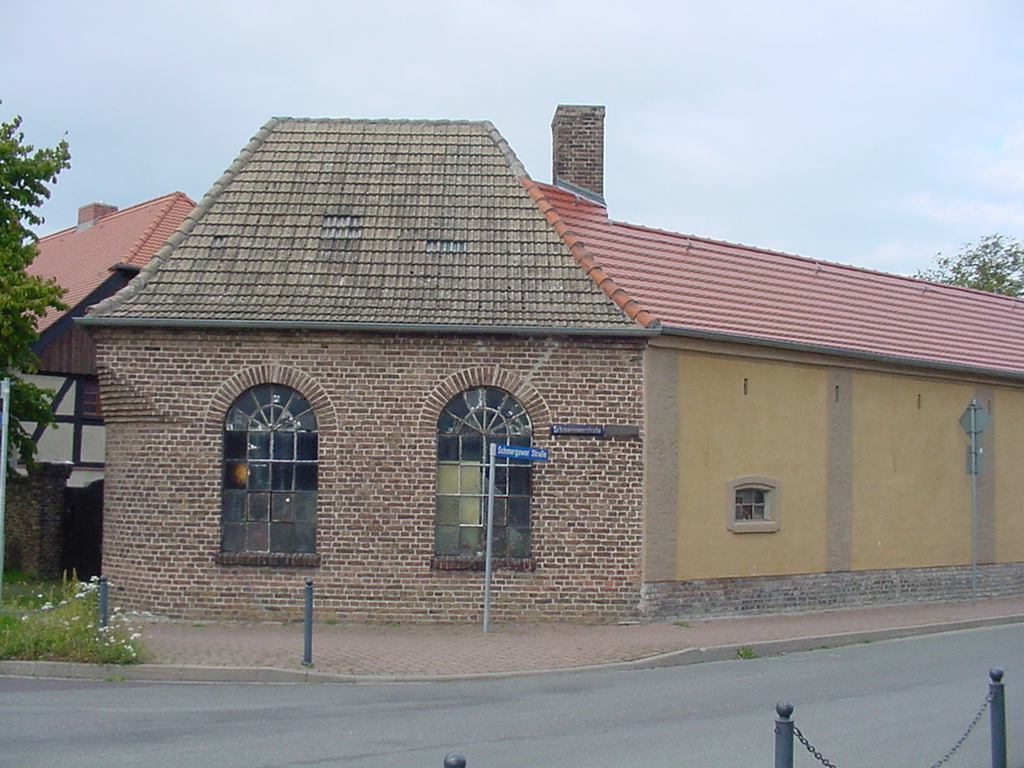
Ortsbildprägende Schmiede am Dorfplatz

## Wappen
Das Wappen wurde vom Heraldiker Frank Diemar gestaltet.